# Townsville, Queensland
Townsville este o localitate în statul Queensland, Australia.Orasul are o populatie de 181,743 si se afla pe locul 13 in topul oraselor din Australia dupa populatie.

## Clima
Orasul Townsville are o clima tropicala de savana. Precipitatiile medii anuale sunt de 1,130.4 mm/an.
Temperaturiile medii anuale:
- Ianuarie: maxima 31,3 °C si minima 24,2 °C
- Iulie : maxima 25,1 °C si minima 13,6 °C

Recordurile de temperatura sunt urmatoarele:
- Maxima: 44,3 °C
- Minima 1,1 °C